# 榎下城 (上野国)
榎下城（えげじょう）は、群馬県安中市原市字榎下（上野国碓氷郡榎下）にあった日本の城。国衆・安中氏の居城。

## 歴史
碓氷郡を拠点とした国衆・安中氏の当初の居城であったとされる。『上野国誌』には安中伊賀守忠清が榎下城に居住していたことが記されている。
安中氏は関東管領・山内上杉氏に従っていたが、天文21年（1552年）に上杉憲政が後北条氏に関東を追われると、安中氏は後北条氏に従属した。永禄2年（1559年）4月に安中氏当主・安中重繁は野尻の地に安中城を築城し、榎下城から安中城に居城を移したという。
現在の城跡には安中氏が開基とされる曹洞宗月桂山久昌寺がある。

## 立地・構造
現在では久昌寺の本堂裏手に土塁と二重の堀が僅かに現存するのみであり、殆どの遺構が宅地化や墓地によって失われている。
大手口は南側にある現在の寺の入口あたりにあったとされ、現存する堀から一辺150メートル程度の方形状の城館であったようである。このような方形館は榎下城の他にも原市東館・茂木東・簗瀬・郷原等の周辺地区に点在しており、安中氏の一族・被官の居館であったと考えられている。